# Villa Valeria
Villa Valeria är en ort i Argentina.   Den ligger i provinsen Córdoba, i den centrala delen av landet, 600 km väster om huvudstaden Buenos Aires. Villa Valeria ligger 297 meter över havet och antalet invånare är 2 525.
Terrängen runt Villa Valeria är platt. Runt Villa Valeria är det mycket glesbefolkat, med 2 invånare per kvadratkilometer..
Trakten runt Villa Valeria består till största delen av jordbruksmark.